# Херонімо де Грімальді
Пабло Херонімо Грімальді-і-Паллавічіні, 1-й герцог Грімальді (6 липня 1710 — 1 жовтня 1789) — іспанський дипломат і політик, державний секретар (голова уряду) країни від 1763 до 1778 року. Його основним завданням на посту голови уряду була відбудова держави після Семирічної війни.